# Capitolio del Estado de Virginia
El Capitolio del Estado de Virginia (en inglés Virginia State Capitol) es la sede del gobierno estatal de la Commonwealth de Virginia, ubicado en Richmond, la tercera ciudad capital del estado estadounidense de Virginia. (Los dos primeros fueron construidos en Jamestown y Williamsburg). Alberga el cuerpo legislativo electo más antiguo de América del Norte, la Asamblea General de Virginia, establecida por primera vez como la Casa de los Burgueses en 1619.
El Capitolio fue concebido por Thomas Jefferson y Charles-Louis Clérisseau en Francia, basado en la Maison Carrée en Nimes. La construcción comenzó en 1785 y finalizó en 1788. El Capitolio actual es el octavo construido para servir como la casa estatal de Virginia, principalmente debido a los incendios durante el período colonial. A principios del siglo XX, se agregaron dos alas, lo que llevó a su apariencia actual. En 1960 fue designado Monumento Histórico Nacional.
El 30 de enero de 2008, fue incluido junto con Poplar Forest en la Lista indicativa de Estados Unidos —los bienes que el país remite a la UNESCO al considerarlos candidatos a ser declarados Patrimonio de la Humanidad—, como ampliación de «Monticello y la Universidad de Virginia en Charlottesville» (declarado en 1987). En 2007, el Capitolio virginiano apareció en el lugar 50.º de la America's Favorite Architecture, una selección de la arquitectura más popular del país.

## Historia

### Precursores coloniales en Jamestown y Williamsburg

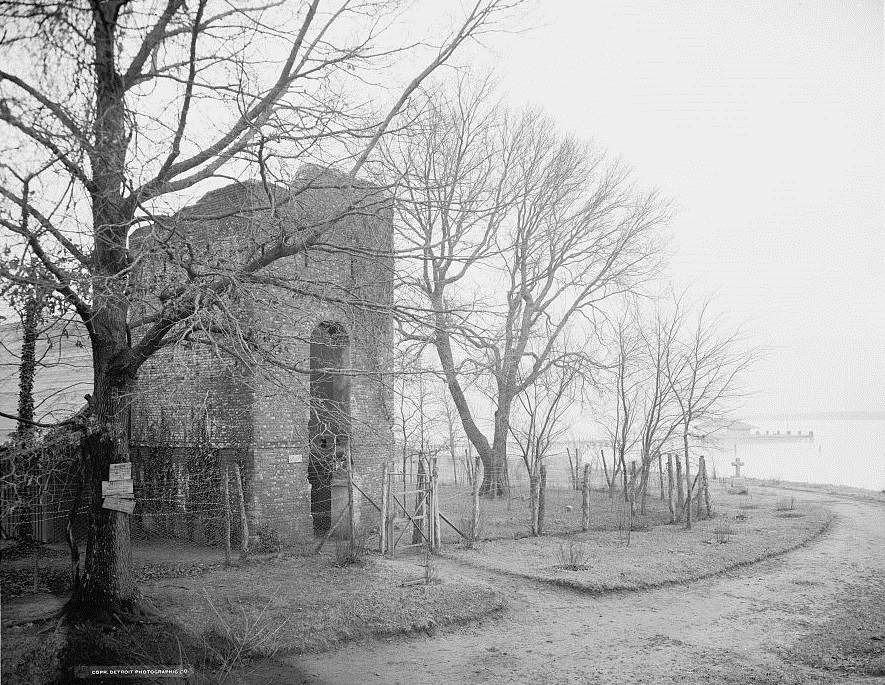
Restos de la torre de 1639 de la antigua iglesia de Jamestown fotografiada hacia 1900

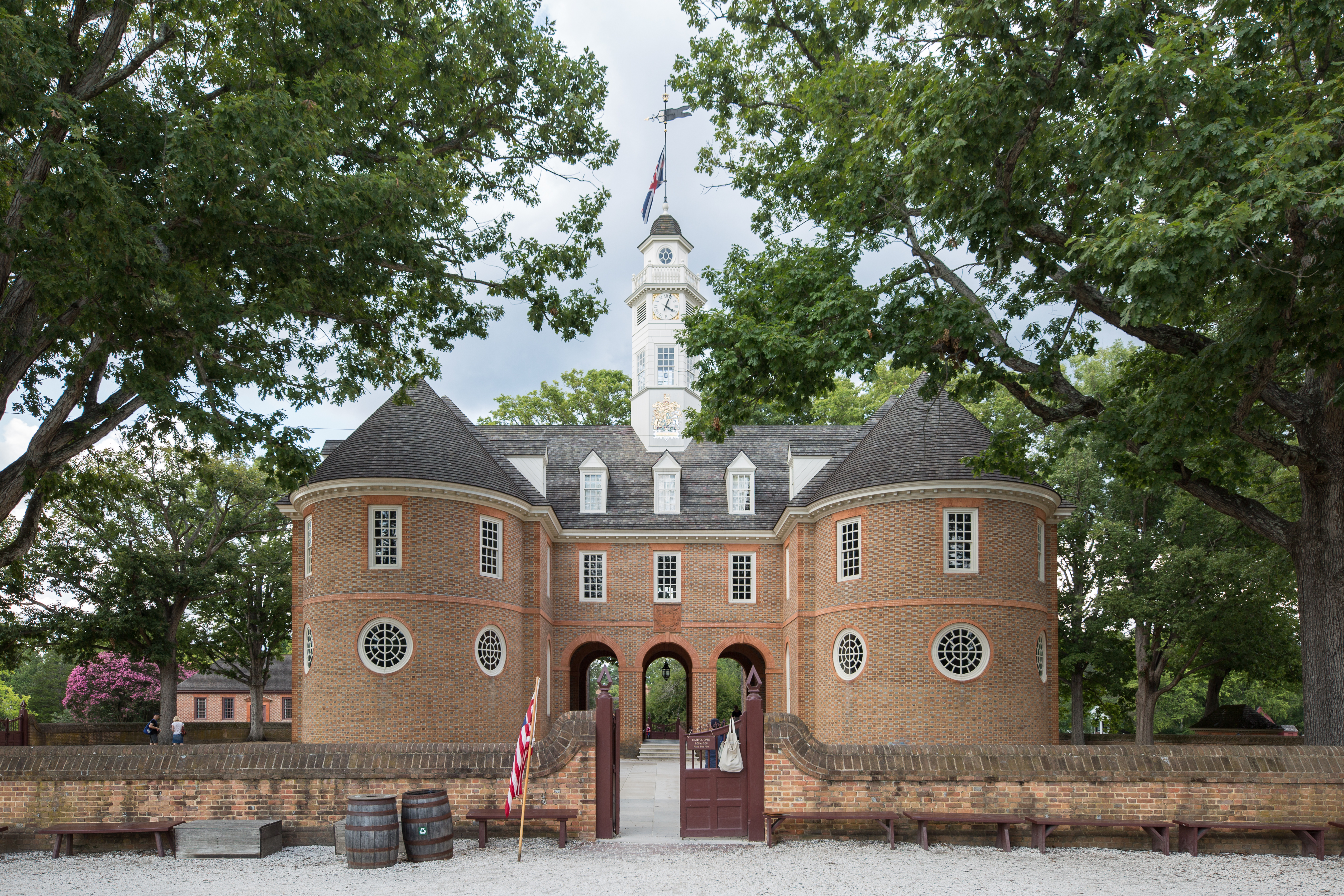
Reconstrucción del primer Capitolio de Williamsburg

Durante el período colonial estadounidense, la primera capital de Virginia fue Jamestown, donde el primer cuerpo legislativo, la Cámara de Burgueses de Virginia, se reunió en 1619. El nuevo gobierno utilizó cuatro casas estatales en diferentes momentos en Jamestown debido a los incendios. La primera Asamblea Legislativa Representativa se reunió el 30 de julio de 1619 en la Iglesia de Jamestown que sirvió como el primer Capitolio.
Con la decisión de trasladar al gobierno tierra adentro a Williamsburg en 1699, se completó un gran edificio del Capitolio en noviembre de 1705. Cerca estaba el gran Palacio del Gobernador. Se quemó en 1747 y fue reemplazado en 1753. El 29 de junio de 1776, los virginianos declararon su independencia de Gran Bretaña y redactaron la primera constitución del estado, creando así un gobierno independiente cuatro días antes de que el Congreso votara por la Declaración de Independencia en Filadelfia el 4 de julio.
El Capitolio en Williamsburg sirvió hasta que comenzó la Guerra de Independencia, cuando el gobernador Thomas Jefferson instó a que la capital se trasladara a Richmond. El edificio se usó por última vez como capitolio el 24 de diciembre de 1779, cuando la Asamblea General de Virginia se levantó para reunirse nuevamente en 1780 en la nueva capital, Richmond. Finalmente fue destruido.

### Richmond y el diseño del capitolio estatal

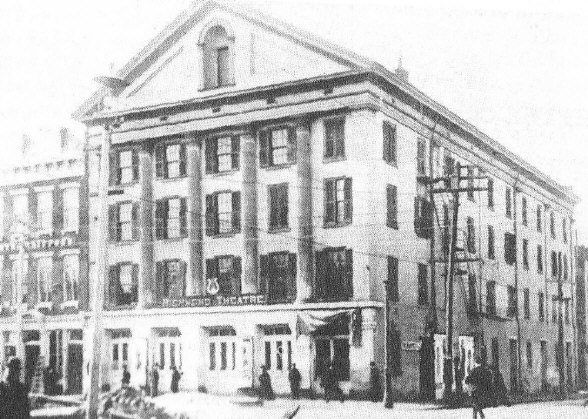
"Viejo Capitolio" donde se reunió la Convención de Ratificación

Cuando se reunió en Richmond el 1 de mayo de 1780, la legislatura se reunió en un edificio improvisado cerca de Shockoe Bottom. En 1788, el "Viejo Capitolio" donde se reunió la Convención de Ratificación de Virginia estaba en la Nueva Academia por Chevalier Quesnay.
Se iniciaron los planes para un nuevo edificio para servir a un nuevo estado, la Commonwealth de Virginia. El sitio seleccionado para un nuevo edificio permanente estaba en Shockoe Hill, una colina importante que domina las cataratas del río James.

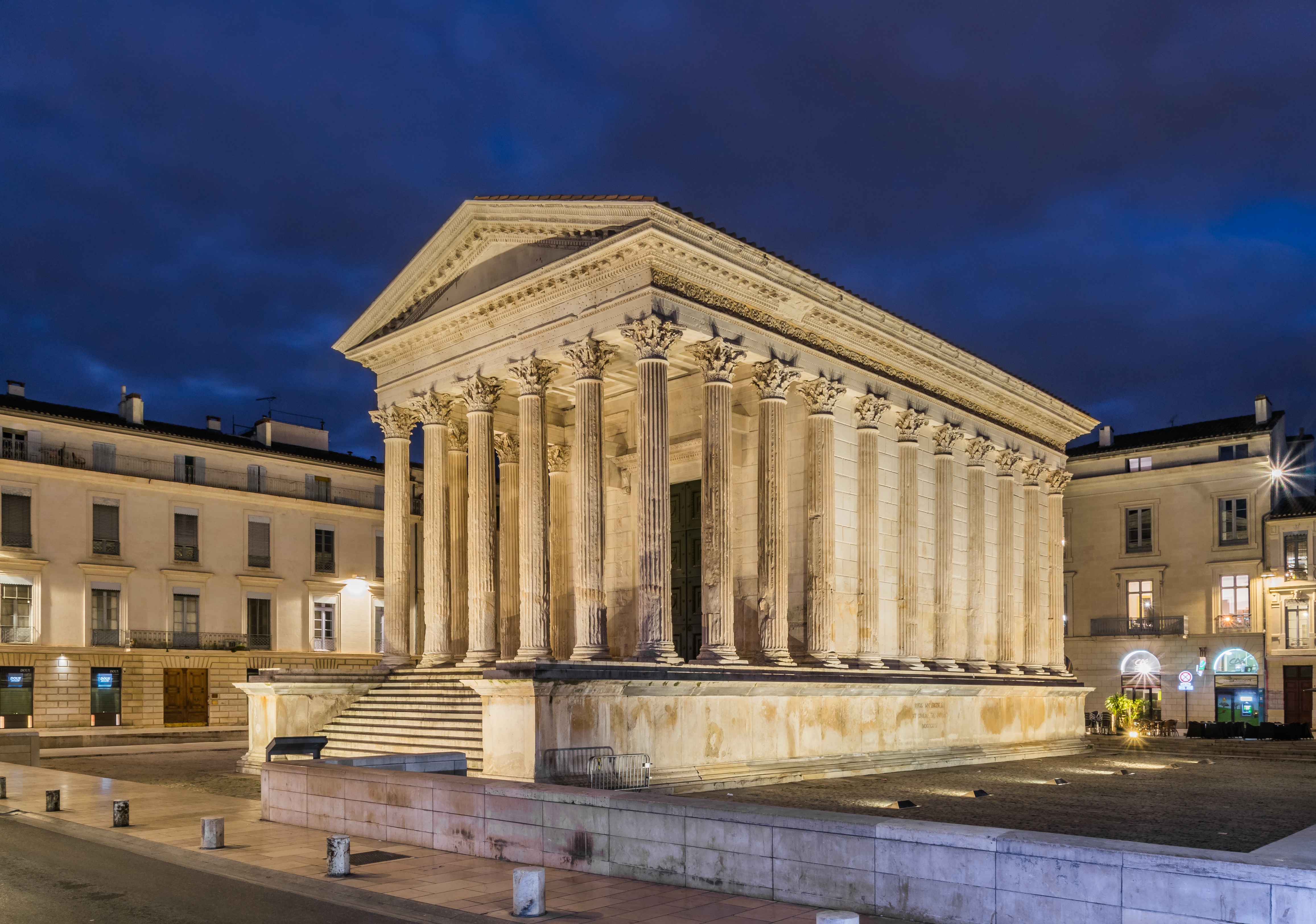
Jefferson modeló el Capitolio de Virginia a partir de la Maison Carrée en Nimes

A Thomas Jefferson se le atribuye el diseño general del nuevo Capitolio, aunque con la participación del arquitecto francés Charles-Louis Clérisseau. En 1785, Jefferson, entonces embajador de Estados Unidos en Francia, le pidió dibujos inspirados en la antigüedad para el nuevo Capitolio de Virginia. El diseño se inspiró en la Maison Carrée, un antiguo templo romano que se conservaba en la ciudad de Nîmes, en el sur de Francia. Clérisseau hizo un modelo en yeso del edificio, y en 1786, con un conjunto de dibujos arquitectónicos fue enviado desde Francia a Virginia, donde sería ejecutado por Samuel Dobie. Jefferson hizo que Clérisseau sustituyera por un orden jónico las columnas corintias del modelo francés, más ornamentadas. Por sugerencia de Clérisseau, utilizó una variante del orden jónico diseñada por Vincenzo Scamozzi, un discípulo estudiante italiano de Andrea Palladio.
El único capitolio estatal que se inspira en otro modelo antiguo es la Casa del Estado de Vermont, que basó su pórtico en el Templo de Hefesto en Atenas.
La piedra angular se colocó el 18 de agosto de 1785, con la asistencia del gobernador Patrick Henry, antes de que se completase su diseño. Se completó lo suficiente para que la Asamblea General se reuniera allí en octubre de 1792.
Es uno de los doce Capitolios de los Estados Unidos sin una cúpula externa. (Los otros son los capitolios de Alaska, Delaware, Florida, Hawái, Luisiana, Nuevo México, Nueva York, Dakota del Norte, Ohio, Oregón y Tennessee).

### Guerra de Secesión
El edificio también sirvió como el Capitolio de la Confederación durante la Guerra de Secesión (fue el segundo hogar de la Confederación, siendo el primero el Capitolio del Estado de Alabama en Montgomery, en Alabama).
El Capitolio, la Mansión del Gobernador de Virginia adyacente y la Casa Blanca de la Confederación (unas tres cuadras al norte en East Clay Street) se salvaron cuando se ordenó a las tropas confederadas que partían quemar los almacenes y fábricas de la ciudad, y los incendios se extendieron fuera de control en abril de 1865. La primera bandera de los Estados Unidos en ondear sobre el capitolio desde la secesión fue izada por el teniente Johnston L. de Peyster. El presidente de los Estados Unidos, Abraham Lincoln, recorrió el Capitolio durante su visita a Richmond aproximadamente una semana antes de su asesinato en Washington D. C..
Desde el 6 de abril hasta el 10 de abril de 1865, Lynchburg fue la capital de Virginia. Bajo el gobernadorr, William Smith, las ramas ejecutiva y legislativa de la Commonwealth se trasladaron a Lynchburg durante los pocos días entre la caída de Richmond y la caída de la Confederación.
El 24 de julio de 2020, la presidenta de la Cámara de Representantes, Eileen Filler-Corn, ordenó la remoción de una estatua del general confederado Robert E. Lee, junto con los bustos de JEB Stuart, Stonewall Jackson, Jefferson Davis y otros confederados de la histórica Cámara de la Casa Vieja.

### Tragedia de 1870
Después del final de la Guerra de Secesión, durante la Reconstrucción, Virginia estuvo bajo el gobierno militar durante casi cinco años, hasta enero de 1870. En los meses siguientes, una disputa sobre el liderazgo del gobierno de Richmond resultó en que la Corte Suprema de Apelaciones de Virginia celebrara una audiencia el 27 de abril de 1870 en la gran sala de audiencias del segundo piso del Capitolio. Varios cientos de personas se agolparon. Antes de que pudiera comenzar el proceso, la galería cedió y cayó al suelo de la sala de audiencias. Este peso adicional, además de la multitud que ya estaba allí, hizo que todo el piso de la sala cayera 12,2 m en la Cámara de Delegados.
Los heridos tropezaron, gatearon o fueron llevados al césped del Capitolio durante el caos que siguió. Sesenta y dos personas murieron y 251 resultaron heridas. Se cree que no había mujeres presentes cuando ocurrió el colapso. Entre los muertos había un nieto de Patrick Henry y tres miembros de la Asamblea General. Entre los heridos se encuentran los dos hombres que se disputan el puesto de alcalde de Richmond, el presidente de la Cámara de Delegados, un juez y exgobernador Henry H. Wells. El exgeneral confederado Montgomery D. Corse quedó parcialmente cegado por el colapso.

### Reconstrucción, expansión, renovación
A pesar de las demandas de demolición del edificio, se repararon los daños causados por la tragedia de 1870. En 1904, se agregaron dos alas (no previstas en los planos originales)en  los extremos este y oeste del edificio para proporcionar un espacio adicional muy necesario para la creciente legislatura.
En 2003, la asamblea aprobó 83,1 millones de dólares para la renovación, restauración y expansión del Capitolio. El trabajo comenzó en 2004 y se completó el 1 de mayo de 2007. Entre los cambios importantes se encuentran un sistema de control de HVAC completamente nuevo, sistemas mecánicos, de aguas pluviales y de plomería actualizados, y la construcción de un 27 000 pies cuadrados (2508,4 m²)   expansión debajo de la colina en el césped sur. La expansión proporciona una entrada para visitantes que cumple con la Ley de Estadounidenses con Discapacidades, además de espacio para oficinas y salas de reuniones, y una mejor gestión de la seguridad. El costo final de la restauración fue de aproximadamente 104 millones de dólares. La ampliación fue diseñada por la arquitecta Sonja Bijelić.

## Interior

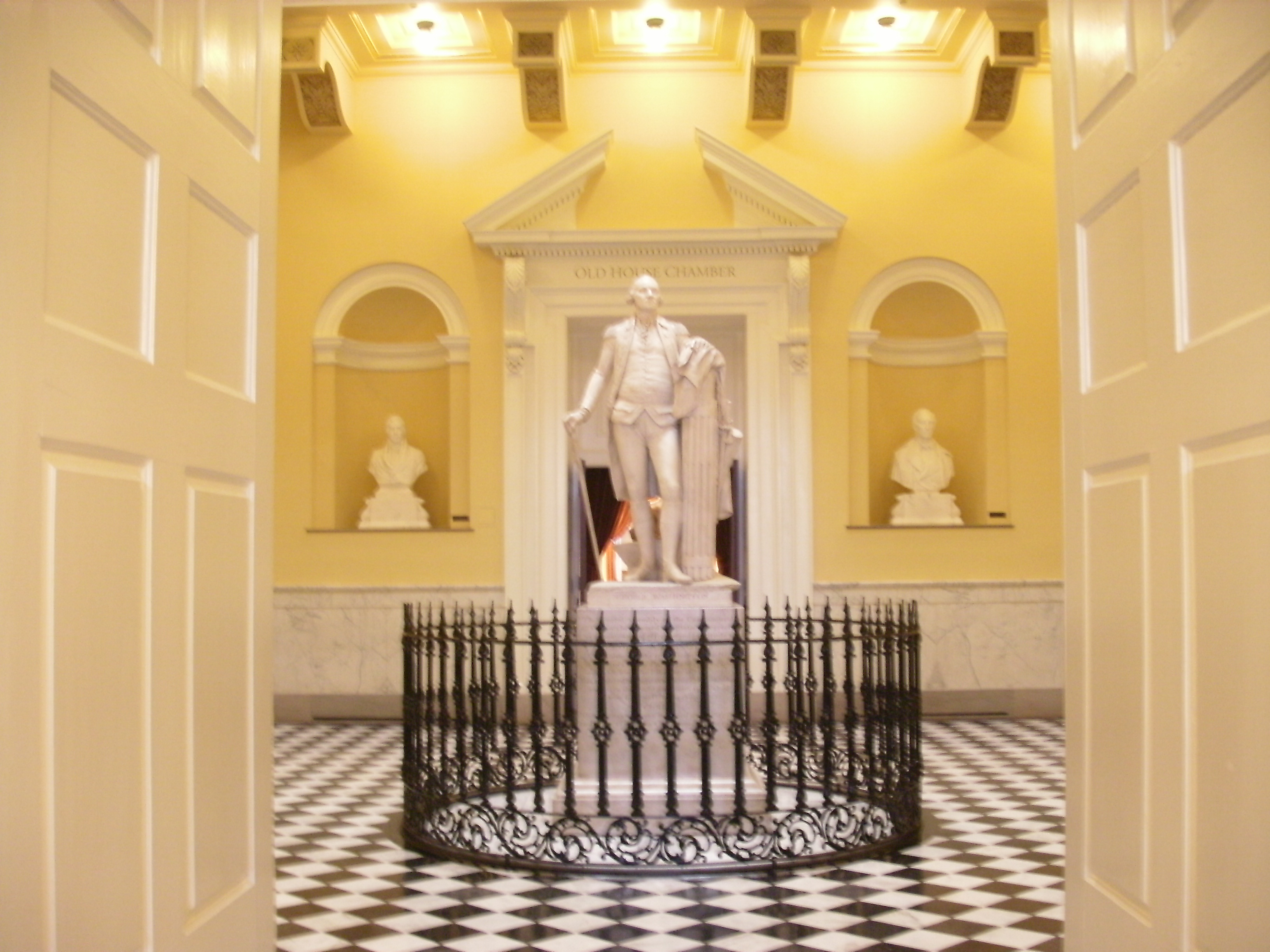
Rotonda, con la estatua de George Washington de Jean-Antoine Houdon en el centro
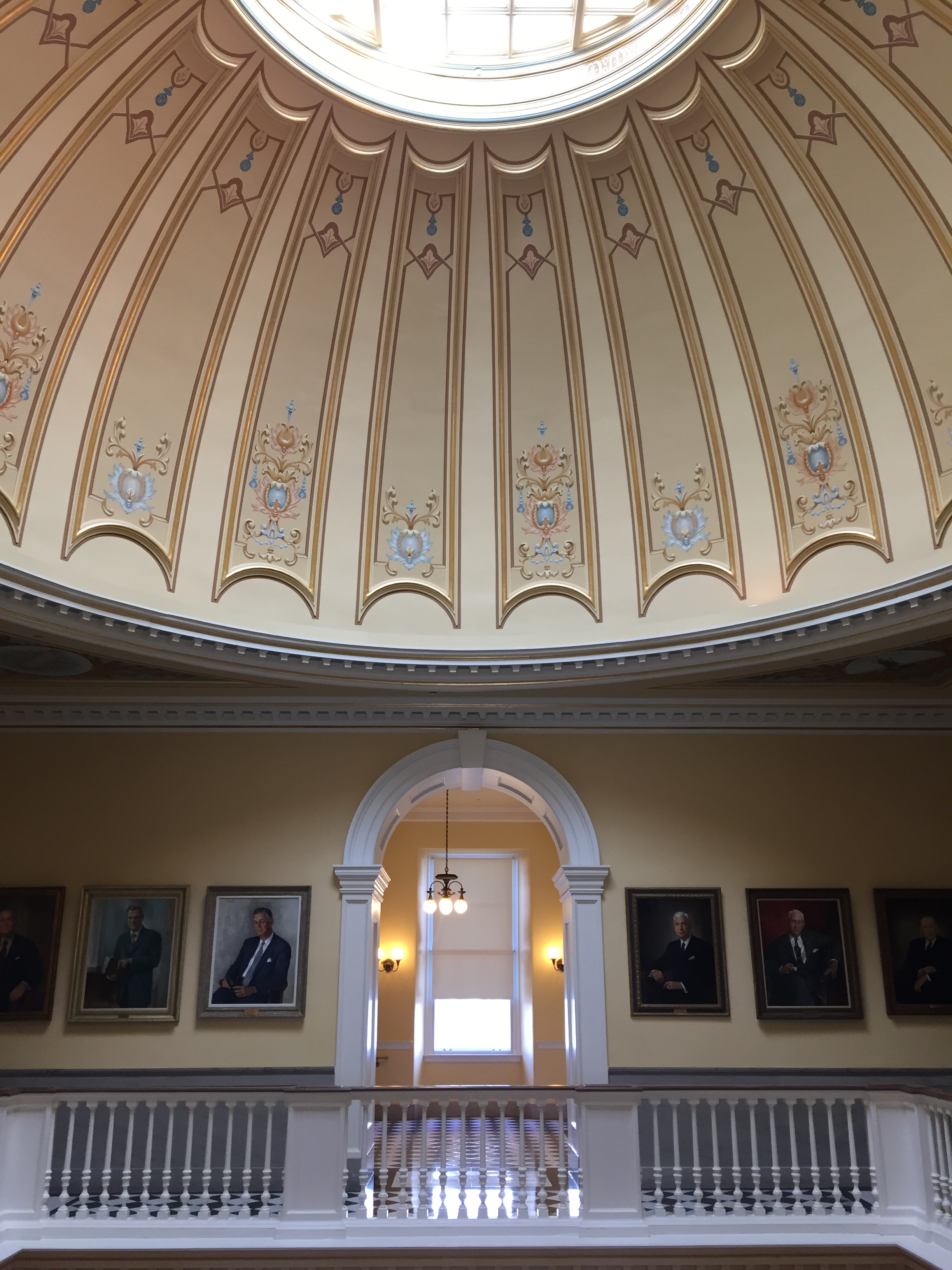
Techo de la rotonda
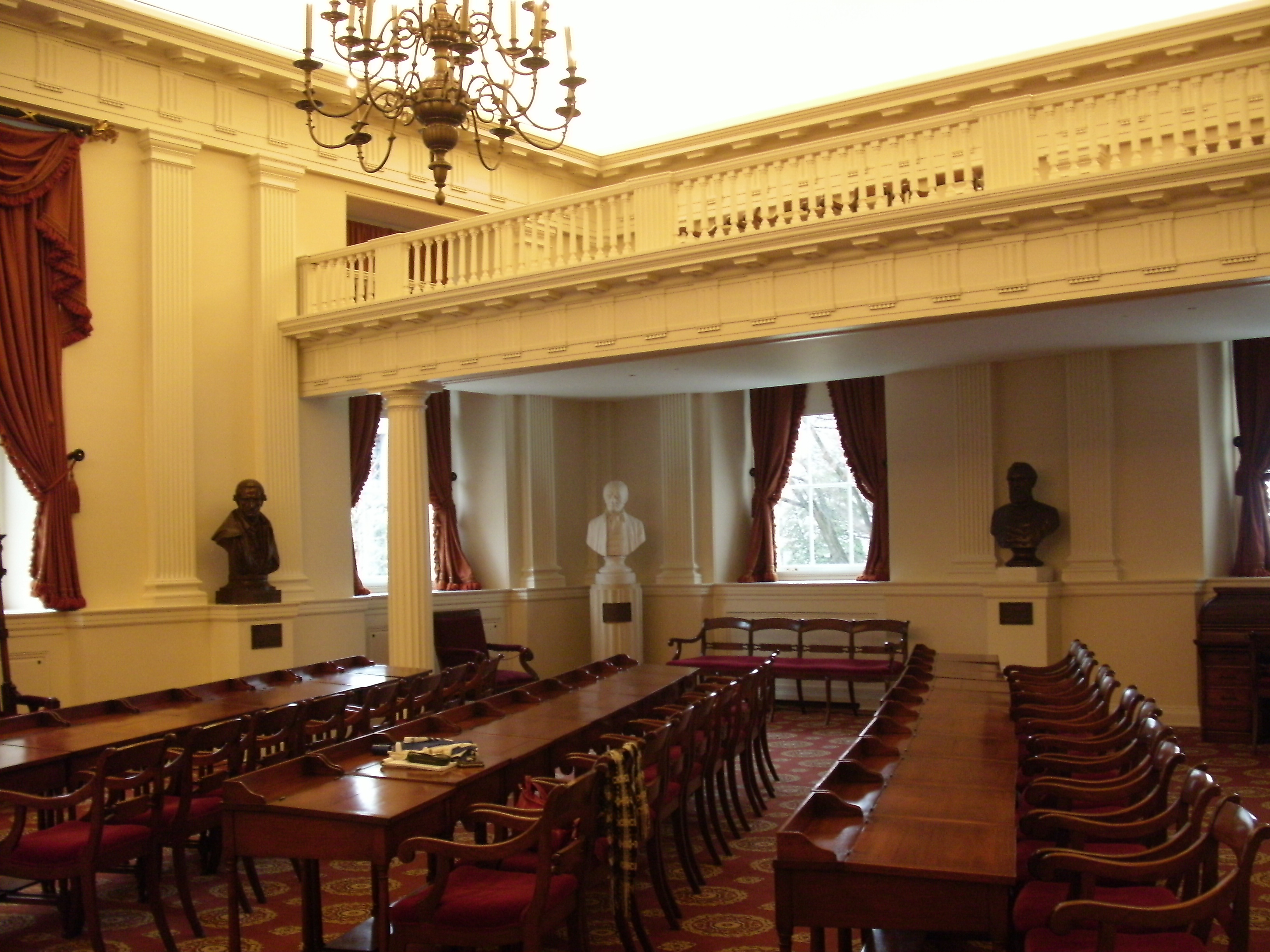
Cámara Antigua Casa de Delegados
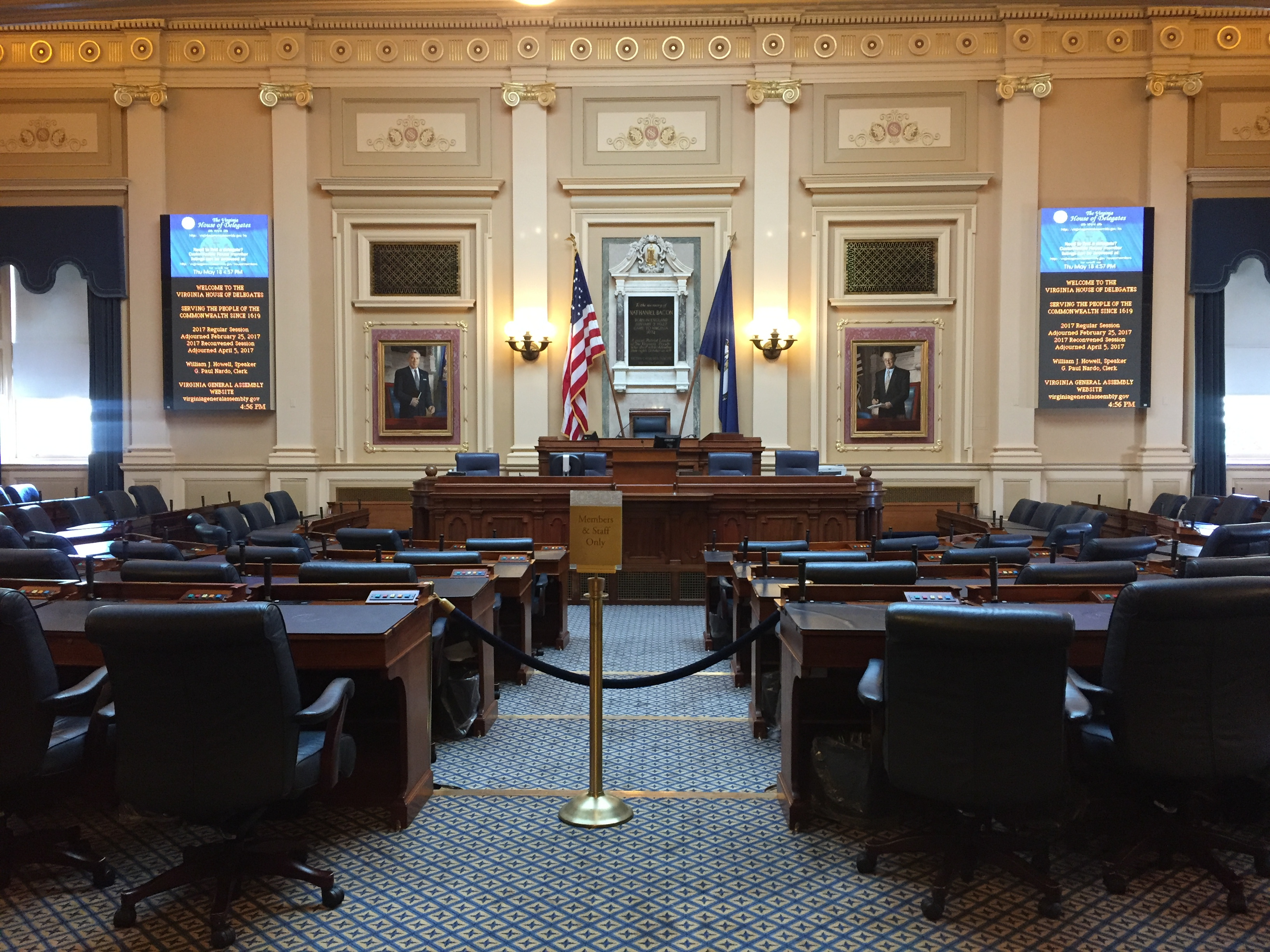
(Nueva) Cámara de la Cámara de Delegados
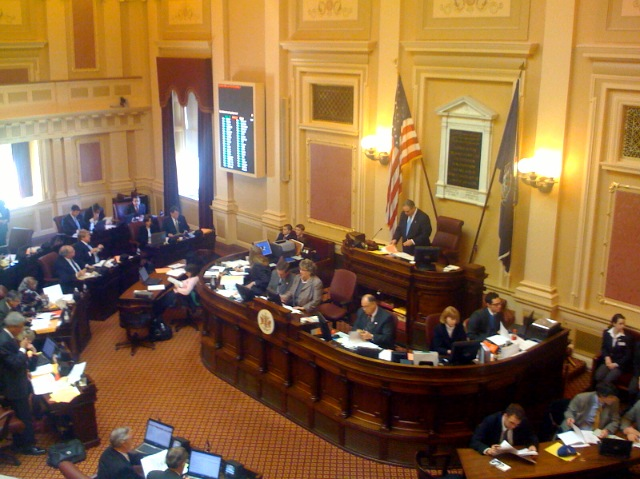
Cámara del Senado (en sesión)

## Plaza del Capitolio

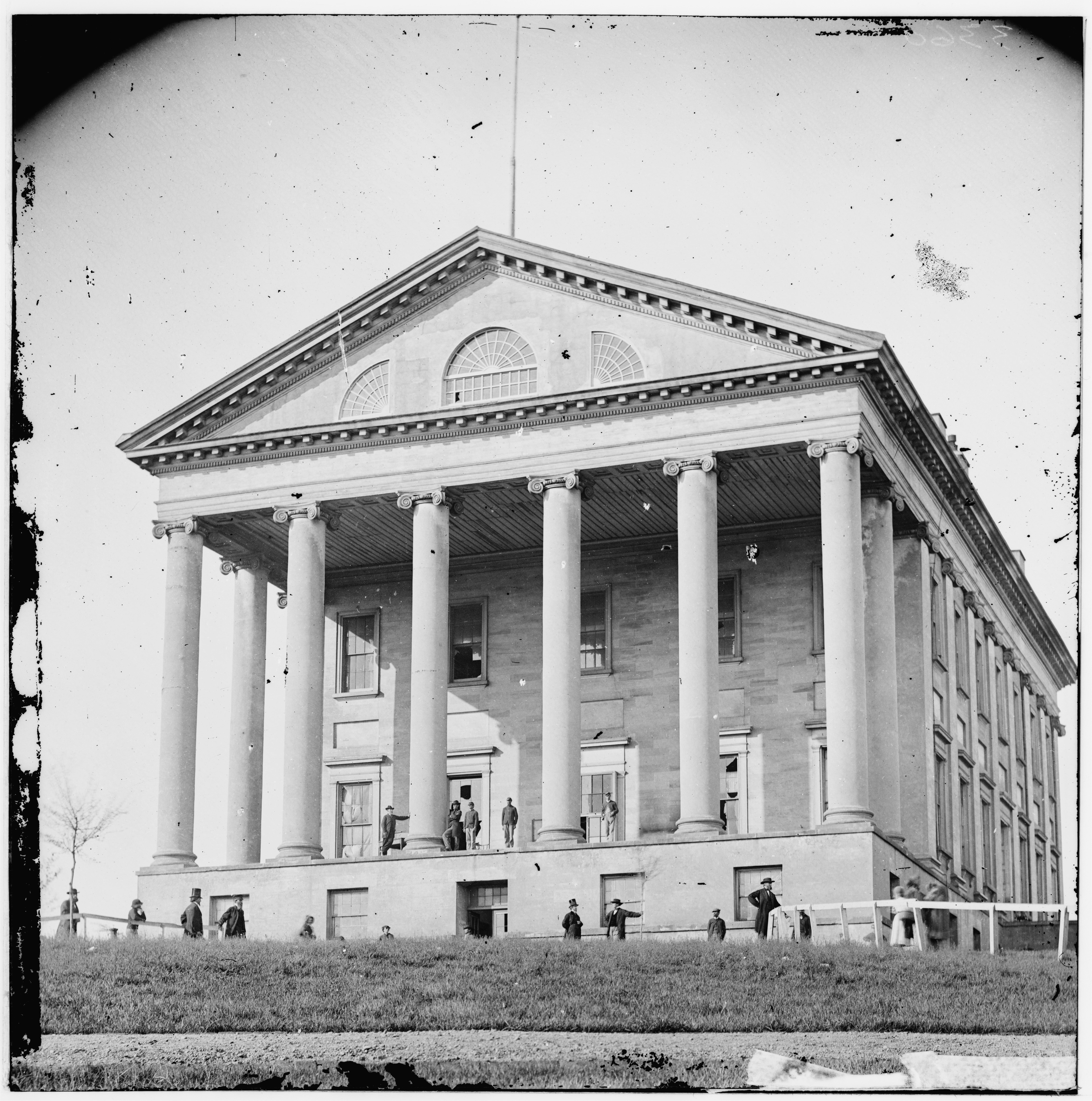
Capitolio en 1865

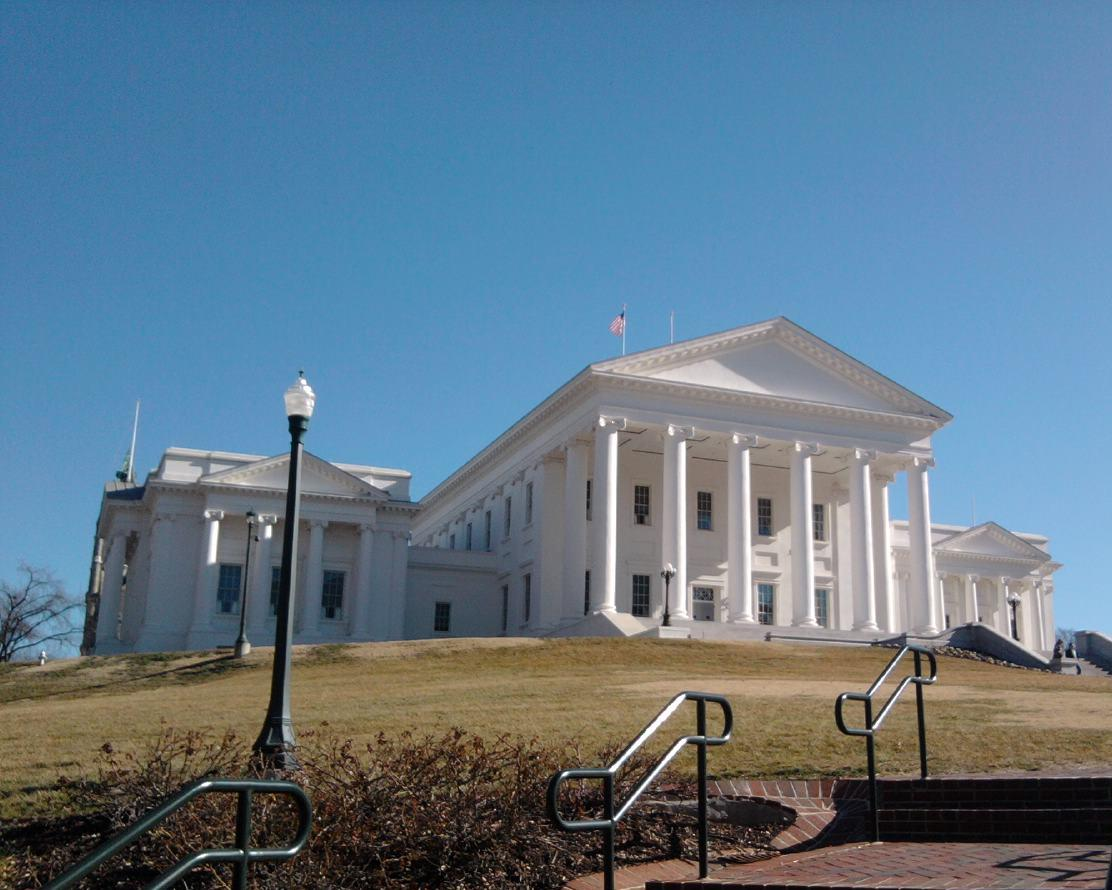
Renovación moderna con alas en ambos lados.

En el área alrededor del Capitolio, conocida como Capitol Square, hay varios monumentos en memoria de prominentes virginianos y algunos eventos sucedidos en Virginia:
- Monumento a Washington (1858); en 1869 se completó con estatuas rodeando la base en reconocimiento a Patrick Henry,  Thomas Jefferson,  Andrew Lewis,  John Marshall,  George Mason y  Thomas Nelson Jr.
- Estatua de Thomas Jonathan Jackson (1875);
- Estatua de Hunter Holmes McGuire (1904);
- Estatua del gobernador William "Extra Billy" Smith (1906);
- Zero Milestone (1929), para medir las distancias de las carreteras desde la ciudad de Richmond;
- Estatua de Edgar Allan Poe (1958);
- Estatua de Harry F. Byrd Sr. (1976);
- Monumento a los Derechos Civiles de Virginia (2008);
- El campanario, construido en 1824-1825, todavía se usa para el timbre ceremonial;
- Edificio Oliver Hill (1892-1894)

## En cine y televisión
Dado su estilo neoclásico junto con el hecho de que su color es blanco, el Capitolio fue el doble para las tomas exteriores de La Casa Blanca que aparecen en la película The Contender (2000) protagonizada por Gary Oldman, Jeff Bridges, Christian Slater.
En la película de comedia dramática de 1993 Dave con Kevin Kline, Sigourney Weaver, Frank Langella; la cámara de la Cámara de Delegados sirvió como escenario para la Cámara de Representantes de los Estados Unidos, donde el personaje principal Presidente se dirige a una sesión conjunta del Congreso.
En la película de 2012 Lincoln el Capitolio del Estado de Virginia se usó como sustituto del Capitolio de los Estados Unidos en Washington D. C. durante la era de la Guerra de Secesión con algunos retoques visuales.